# Gruchet-le-Valasse
Gruchet-le-Valasse és un municipi francès situat al departament del Sena Marítim i a la regió de Normandia. L'any 2007 tenia 2.544 habitants.

## Demografia

### Població
El 2007 la població de fet de Gruchet-le-Valasse era de 2.544 persones. Hi havia 1.026 famílies de les quals 271 eren unipersonals (92 homes vivint sols i 179 dones vivint soles), 347 parelles sense fills, 348 parelles amb fills i 60 famílies monoparentals amb fills.
La població ha evolucionat segons el següent gràfic:
Habitants censats

### Habitatges
El 2007 hi havia 1.072 habitatges, 1.037 eren l'habitatge principal de la família, 15 eren segones residències i 20 estaven desocupats. 848 eren cases i 178 eren apartaments. Dels 1.037 habitatges principals, 689 estaven ocupats pels seus propietaris, 329 estaven llogats i ocupats pels llogaters i 18 estaven cedits a títol gratuït; 51 tenien una cambra, 65 en tenien dues, 201 en tenien tres, 316 en tenien quatre i 404 en tenien cinc o més. 703 habitatges disposaven pel capbaix d'una plaça de pàrquing. A 465 habitatges hi havia un automòbil i a 414 n'hi havia dos o més.

### Piràmide de població
La piràmide de població per edats i sexe el 2009 era:
| Homes | Edats   | Dones |
| ----- | ------- | ----- |
| 0     | 95 o +  | 0     |
| 8     | 90 a 94 | 4     |
| 12    | 85 a 89 | 32    |
| 16    | 80 a 84 | 16    |
| 36    | 75 a 79 | 64    |
| 32    | 70 a 74 | 68    |
| 56    | 65 a 69 | 52    |
| 48    | 60 a 64 | 52    |
| 56    | 55 a 59 | 52    |
| 124   | 50 a 54 | 104   |
| 136   | 45 a 49 | 124   |
| 100   | 40 a 44 | 124   |
| 40    | 35 a 39 | 72    |
| 92    | 30 a 34 | 88    |
| 68    | 25 a 29 | 52    |
| 108   | 20 a 24 | 100   |
| 112   | 15 a 19 | 124   |
| 112   | 10 a 14 | 108   |
| 64    | 5 a 9   | 52    |
| 64    | 0 a 4   | 72    |

## Economia
El 2007 la població en edat de treballar era de 1.691 persones, 1.154 eren actives i 537 eren inactives. De les 1.154 persones actives 1.010 estaven ocupades (566 homes i 444 dones) i 143 estaven aturades (56 homes i 87 dones). De les 537 persones inactives 154 estaven jubilades, 173 estaven estudiant i 210 estaven classificades com a «altres inactius».

### Ingressos
El 2009 a Gruchet-le-Valasse hi havia 1.050 unitats fiscals que integraven 2.565,5 persones, la mediana anual d'ingressos fiscals per persona era de 17.602 €.

### Activitats econòmiques
Dels 143 establiments que hi havia el 2007, 1 era d'una empresa extractiva, 4 d'empreses alimentàries, 5 d'empreses de fabricació d'altres productes industrials, 7 d'empreses de construcció, 50 d'empreses de comerç i reparació d'automòbils, 7 d'empreses de transport, 9 d'empreses d'hostatgeria i restauració, 2 d'empreses d'informació i comunicació, 7 d'empreses financeres, 8 d'empreses immobiliàries, 10 d'empreses de serveis, 16 d'entitats de l'administració pública i 17 d'empreses classificades com a «altres activitats de serveis».
Dels 32 establiments de servei als particulars que hi havia el 2009, 1 era una oficina de correu, 4 tallers de reparació d'automòbils i de material agrícola, 1 taller d'inspecció tècnica de vehicles, 1 autoescola, 1 guixaire pintor, 1 fusteria, 1 lampisteria, 2 electricistes, 7 perruqueries, 2 veterinaris, 2 agències de treball temporal, 5 restaurants, 2 agències immobiliàries, 1 tintoreria i 1 saló de bellesa.
Dels 25 establiments comercials que hi havia el 2009, 1 era, 2 supermercats, 1 una botiga de més de 120 m², 3 fleques, 2 carnisseries, 1 una peixateria, 5 botigues de roba, 1 una botiga de roba, 2 botigues d'electrodomèstics, 1 una botiga d'electrodomèstics, 1 una botiga de mobles, 2 drogueries, 1 una perfumeria i 2 floristeries.
L'any 2000 a Gruchet-le-Valasse hi havia 10 explotacions agrícoles que ocupaven un total de 205 hectàrees.

## Equipaments sanitaris i escolars
L'únic equipament sanitari que hi havia el 2009 era una farmàcia.
El 2009 hi havia 1 escola maternal i 1 escola elemental. Gruchet-le-Valasse disposava d'un col·legi d'educació secundària amb 334 alumnes.

## Poblacions més properes
El següent diagrama mostra les poblacions més properes.